# Nonthaburi Challenger IV 2024
Il Nonthaburi Challenger IV 2024 è stato un torneo maschile di tennis professionistico. È stata la 10ª edizione del torneo, la 4ª del 2024, facente parte della categoria Challenger 100 nell'ambito dell'ATP Challenger Tour 2024, con un montepremi di 134 000 $. Si è giocato dal 24 al 29 settembre 2024 sui campi in cemento del Lawn Tennis Association of Thailand di Nonthaburi, in Thailandia.

## Partecipanti

### Teste di serie
| Nazionalità | Giocatore           | Ranking* | Testa di serie |
| ----------- | ------------------- | -------- | -------------- |
| Francia     | Arthur Cazaux       | 88       | 1              |
| Australia   | Adam Walton         | 94       | 2              |
| Canada      | Gabriel Diallo      | 104      | 3              |
| Germania    | Maximilian Marterer | 105      | 4              |
|             | Aslan Karacev       | 115      | 5              |
| Argentina   | Marco Trungelliti   | 138      | 6              |
| Stati Uniti | Mitchell Krueger    | 140      | 7              |
| Hong Kong   | Coleman Wong        | 141      | 8              |

* Ranking al 16 settembre 2024.

### Altri partecipanti
I seguenti giocatori hanno ricevuto una wild card per il tabellone principale:
- Thanapet Chanta
- Kasidit Samrej
- Wishaya Trongcharoenchaikul

I seguenti giocatori sono passati dalle qualificazioni:
- Yuta Shimizu
- Wu Tung-lin
- Yurii Dzhavakian
- Mitsuki Wei Kang Leong
- Ilia Simakin
- Nam Ji-sung

## Punti e montepremi
| Torneo    | Torneo              | V      | F      | SF    | QF    | 2T    | 1T    | Q | Q2  | Q1  |
| Singolare | Punti               | 100    | 50     | 25    | 14    | 7     | 0     | 4 | 2   | 0   |
| Singolare | Premi in denaro ($) | 17 650 | 10 380 | 6 140 | 3 570 | 2 105 | 1 270 | – | 635 | 320 |
| Doppio    | Punti               | 100    | 50     | 25    | 14    | –     | 0     | – | –   | –   |
| Doppio    | Premi in denaro ($) | 7 590  | 4 400  | 2 645 | 1 570 | –     | 880   | – | –   | –   |

## Campioni

### Singolare
Wu Tung-lin ha sconfitto in finale  Mackenzie McDonald con il punteggio di 6–3, 7–6(4).

### Doppio
Blake Ellis /  Adam Walton hanno sconfitto in finale  Rithvik Choudary Bollipalli /  Arjun Kadhe con il punteggio di 3–6, 7–5, [10–8].